# 野田松次郎
野田 松次郎（のだ まつじろう、1879年〈明治12年〉12月1日 - 没年不明）は、日本の枢密院官僚。枢密院理事官。旧姓名：長澤松治郎。

## 経歴
明治29年11月12日、枢密院雇を命ぜられ会計課に勤務する。明治33年9月、和佛法律学校（後の法政大学）に入学し、明治34年12月13日、枢密院属・庶務課勤務となり、明治36年7月、和佛法律学校を卒業した。明治37年11月14日、高等捕獲審検所書記。明治39年7月6日、文官高等懲戒委員会書記・会計検査官懲戒裁判所書記。明治40年1月22日、秘書課勤務。大正3年9月8日、高等捕獲審検所物品会計官吏。大正10年5月19日、普通試験書記・文官普通懲戒委員会書記。大正11年2月3日、故山縣有朋葬儀書記。昭和7年10月5日、文官普通分限委員会書記。昭和11年5月20日、枢密院理事官・秘書課勤務。同6月10日、文官普通分限委員会予備委員、等を歴任した。昭和16年6月28日、枢密院事務嘱託となり庶務課及び秘書課に勤務した。昭和18年5月22日、願いに依り事務嘱託を解かれ、枢密院議長秘書官 兼 枢密院理事官に任じられる。昭和20年3月31日、依願免本官兼官となった。

## 栄典・授章・授賞
位階
- 1921年（大正10年）12月20日 - 従七位[1]
- 1926年（昭和元年）12月28日 - 正七位[1]
- 1936年（昭和11年）9月15日 - 従六位[1]
- 1940年（昭和15年）11月15日 - 正六位[1]

勲章等
- 1906年（明治39年）4月1日 - 勲八等白色桐葉章・明治三十七八年従軍記章[1]
- 1914年（大正3年）6月29日 - 勲七等瑞宝章[1]
- 1915年（大正4年）
  - 11月7日 - 青色桐葉章・大正三四年従軍記章[1]
  - 11月10日 - 大礼記念章（大正）[1]
- 1920年（大正9年）9月7日 - 大正三年乃至九年戦役従軍記章[1]
- 1927年（昭和2年）8月19日 - 勲六等瑞宝章[1]
- 1928年（昭和3年）11月16日 - 大礼記念章（昭和）[1]
- 1931年（昭和6年）5月1日 - 帝都復興記念章[1]
- 1934年（昭和9年）4月29日 - 単光旭日章[1]
- 1938年（昭和13年）7月6日 - 勲五等瑞宝章[1]
- 1940年（昭和15年）
  - 4月29日 - 双光旭日章[1]
  - 11月10日 - 紀元二千六百年祝典記念章[1]

外国勲章佩用允許
- 1934年（昭和9年）3月1日 - 満州帝国：大満洲国建国功労章[1]
- 1941年（昭和16年）
  - 4月22日 - 満州帝国：勲六位景雲章[1]
  - 12月9日 -  満州帝国：建国神廟創建記念章[1]